# Chorizo de Goa
La salchicha o chorizo de Goa es un elemento típico de la cocina indo-portuguesa de Goa, Damán y Diu, que una vez fueron parte del estado de la India portuguesa. Se basa en el chorizo, introducido desde Portugal. Está elaborado con carne de cerdo y otros ingredientes que lo hacen extremadamente picante.

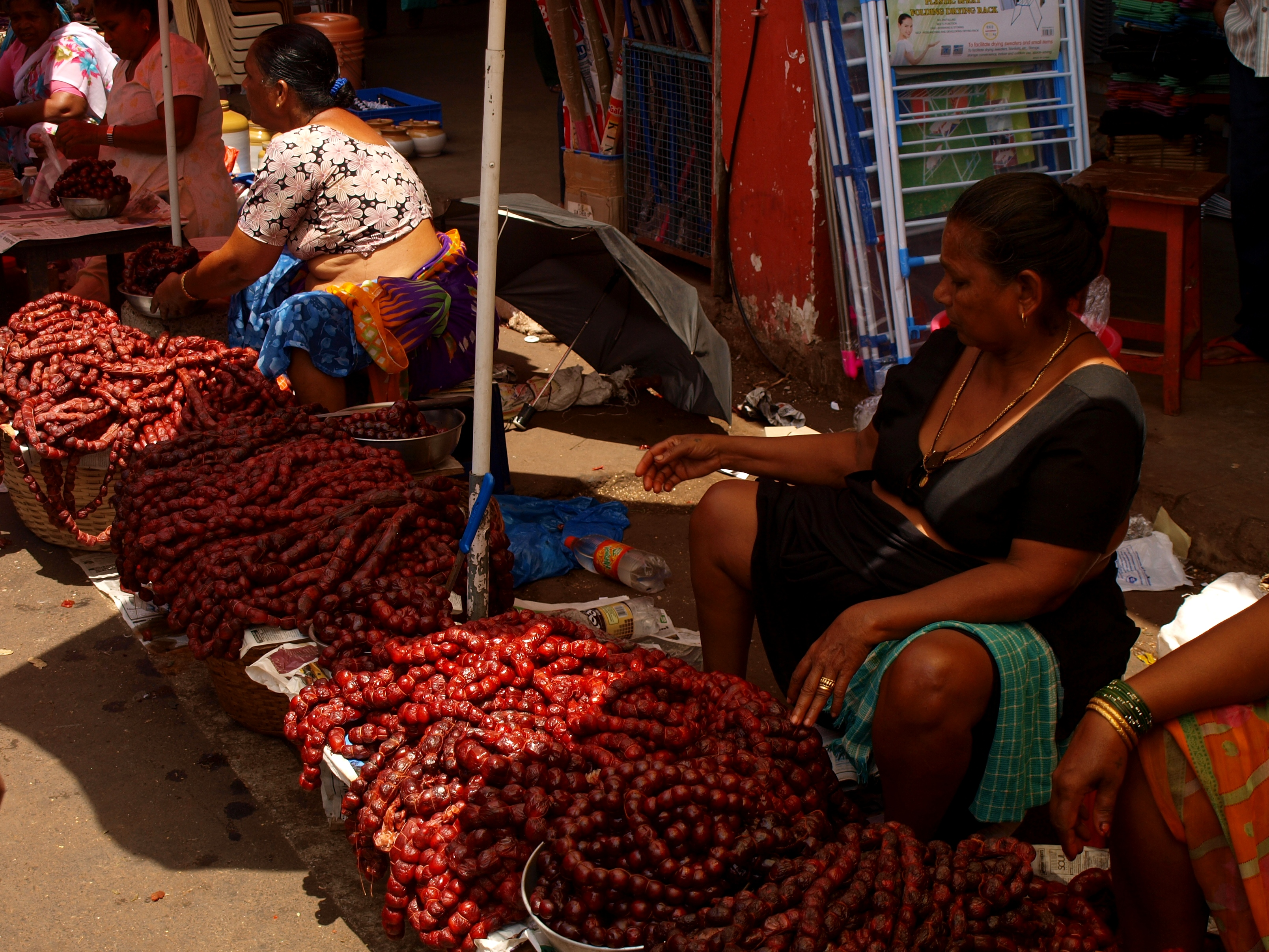
Salchichas de Goa caseras a la venta en el mercado de Mapusa, en el Norte de Goa.

## Preparación

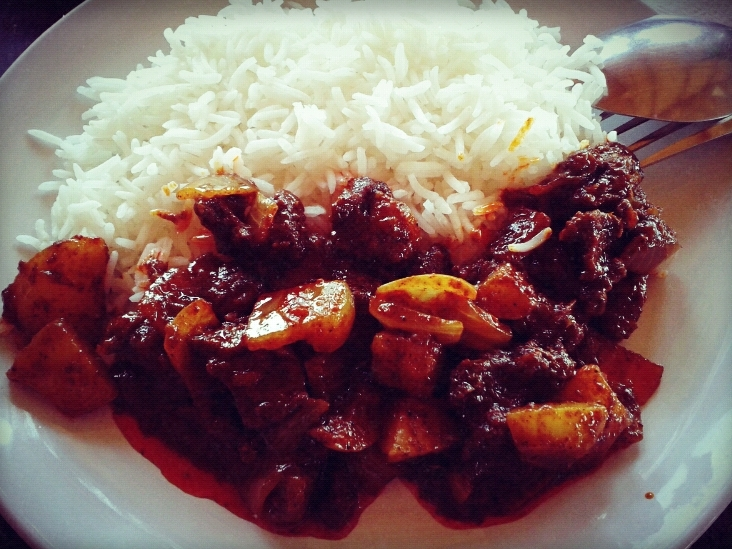
Salchicha de Goa frita con arroz.

La salchicha de Goa se prepara con grandes trozos de carne de cerdo deshuesada que se cortan en rodajas o son picados y se salan en abundancia. La carne picada se deja secar al sol durante uno o dos días. Después se le agrega una mezcla de especias, chiles picantes molidos, vinagre y fenny, un licor local. Las salchichas son envasadas en tripas, y luego se secan nuevamente al sol o se ahuman lentamente.
Se suele servir en curry, hervido o frito, acompañado de arroz blanco o patatas asadas y en ocasiones también con un huevo cocido. Las rodajas se pueden hervir simplemente con cebolla y vinagre.
Según la tradición, se consumen en mayor cantidad durante la temporada de los monzones, cuando el pescado escasea.